# Cabo Gracias a Dios

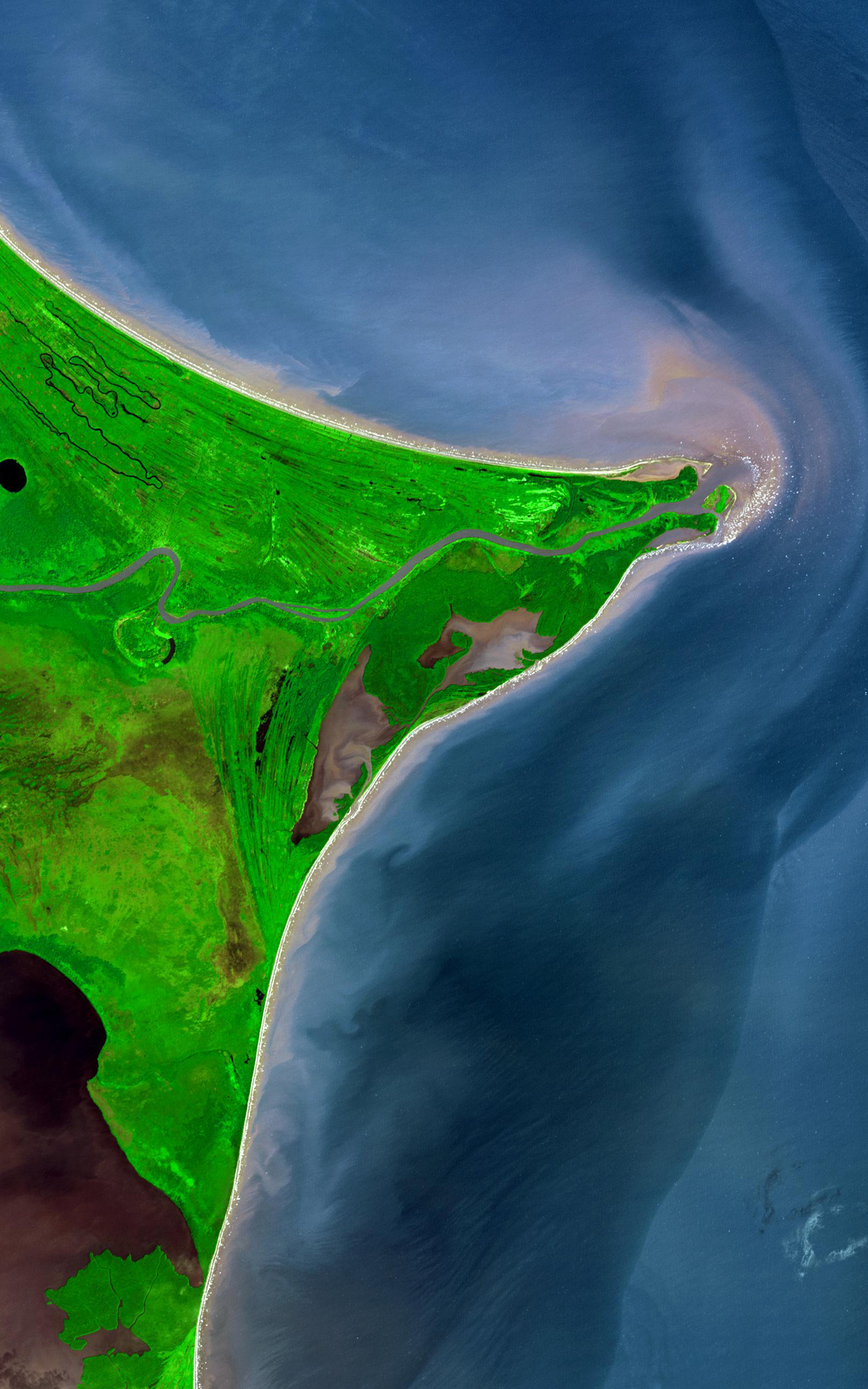
Das Cabo Gracias a Dios an der Miskito-Küste am Karibischen Meer

Cabo Gracias a Dios ist eine Landspitze an der Ostküste von Mittelamerika, an einem Küstenabschnitt des Karibischen Meers, den man auch Miskito-Küste oder La Mosquita nennt. Hier mündet der Río Coco ins Meer, der die Grenze zwischen der autonomen Region Nicaraguas Costa Caribe Norte und dem honduranischen Departamento Gracias a Dios bildet.
Dieser Punkt wurde als Endpunkt der Grenze zwischen Honduras und Nicaragua vom spanischen König Alfons XIII. im Jahre 1906 bestimmt und vom Internationalen Gerichtshof 1960 bestätigt.
Der spanische Name lautet übersetzt Kap Dank sei Gott (oder Gottseidank). Er soll auf einen Ausspruch von Christoph Kolumbus während seiner letzten Reise 1502 zurückgehen, als das Wetter sich plötzlich beruhigte, während er bei schwerem Sturm um das Kap fuhr. Er lautete: Gracias a Dios hemos salido de esas honduras, was bedeutet: ‚Gott sei Dank, dass wir diesen Tiefen entkommen sind‘. Damit hat auch Honduras seinen Namen bekommen (hondura=Tiefe).
Koordinaten: 14° 59′ 8″ N, 83° 8′ 9″ W